# Christian Friedrich Schwägrichen
Christian Friedrich Schwägrichen (16 september, Leipzig - 2 mei 1853, Leipzig) was een Duits botanicus en bryoloog. Zijn officiële botanische auteursafkorting is "Schwägr."

## Leven en werk
Christian Friedrich Schwägrichen kwam uit een koopmansfamilie uit Leipzig. Hij ging daar naar school en bezocht de universiteit van Leipzig. In 1798 werd hij meester in de geneeskunde; hij promoveerde en habiliteerde als arts in 1799 onder Johannes Hedwig. 
In 1799 publiceerde Schwägrichen twee delen van de Topographiae botanicae et entomologicae Lipsiensis, die hij in 1806 vervolgde met het laatste deel met soorten die inmiddels nieuw waren gevonden. 
Van 1801 tot 1803 was hij privaatdocent plantkunde aan de medische faculteit van de universiteit van Leipzig, van 1803 tot 1815 hoogleraar natuurlijke historie aan de filosofische faculteit van de universiteit van Leipzig en, aanvankelijk overlappend, van 1807 tot 1852 hoogleraar plantkunde aan de medische faculteit. 
In 1815 werd Schwägrichen hoogleraar natuurlijke historie aan de filosofische faculteit van de universiteit van Leipzig. In 1807 was hij directeur geworden van de Botanische Tuin. Na 1814, toen zijn broer de naburige tuin (Schwägrichens Garten) aan hem overdroeg, voegde hij deze gedeeltelijk samen met de Botanische Tuin. In 1837 droeg hij het beheer van de Botanische Tuin over aan Gustav Kunze; in 1852 trok hij zich terug uit alle universitaire functies.

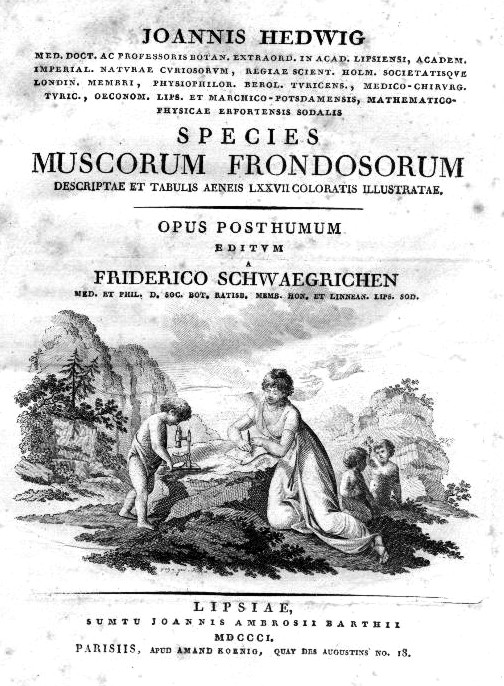
Titelblad van "Species Muscorum Frondosorum", postuum uitgegeven door Schwägrichen

Na de dood van Johannes Hedwig in 1801 publiceerde Schwägrichen het standaardwerk voor bryologie, dat het nomenclatuurbegin vormde voor geslachtsnamen van blad- en levermossen die nu nog steeds geldig zijn. Van 1811 tot 1814 verschenen drie supplementen in zes delen met 300 gekleurde platen, waarin Schwägrichen nog meer mossen beschreef. 
In 1830 nam hij de taak op zich om de mossen aan te vullen in de vierde editie van Carl von Linné's Species plantarum, uitgegeven door Carl Ludwig Willdenow. 
In 1853 viel Schwägrichen van een trap en stierf aan de gevolgen van het ongeluk. Een van zijn beroemdste leerlingen was de Amerikaanse onderzoeker en botanicus, zoöloog en ontdekkingsreiziger Eduard Friedrich Poeppig.

## Onderscheidingen en vernoemingen
Schwägrichen was lid van de Deutsche Akademie der Wissenschaften Leopoldina, de Saksische Academie van Wetenschappen (gewoon lid vanaf 1846) en van de Beierse Academie van Wetenschappen en Geesteswetenschappen.
Sinds 1808 was hij corresponderend lid van de Beierse Academie van Wetenschappen. Schwägrichen was erelid van de Medische Vereniging van Leipzig en werd op 1 juli 1846 verkozen tot stichtend lid van de Saksische Academie van Wetenschappen.
In 1818 werd Schwägrichen toegelaten tot de Duitse Academie van Wetenschappen Leopoldina.
In de muziekwijk van Leipzig is de Schwägrichenstraße naar hem genoemd. 
Kurt Sprengel benoemde in 1815 het geslacht Schwaegrichenia uit de familie Haemodoraceae. In 1828 stelde Reichenbach een geslacht met dezelfde naam vast in de Balsaminaceae.

## Werken (selectie)
Tot Schwaegrichens belangrijkste werken behoren:
- 1799-1806: Topographiae botanicae et entomologicae Lipsiensis, 4 delen.
- 1803: Leitfaden zum Unterrichte in der Naturgeschichte für Schulen, 2 delen, Leipzig
- 1806: Anleitung zum Studium der Botanik, Leipzig
- 1814: Historiae Muscorum hepaticorum prodromus, Leipzig

- Bibliothèque nationale de France: cb12566681g (data)
- Author citation (botany): Schwägr.
- CiNii: DA02746831
- Gemeinsame Normdatei: 117334081
- International Standard Name Identifier: 0000 0001 2124 6470
- Library of Congress Control Number: nb2009017865
- Nationale Bibliotheek van Tsjechië: mub2014802347
- Nederlandse Thesaurus van Auteursnamen: 070147329
- LIBRIS: 280163
- SNAC: w6zm5gxh
- Système universitaire de documentation: 034972986
- Museum of New Zealand Te Papa Tongarewa: 49756
- Virtual International Authority File: 24719297
- WorldCat: E39PBJkXyFQtwrMqFfbq4J7vHC